# Tyrrenuv
Tyrrenuv (Bubo insularis) är en förhistorisk utdöd fågel i familjen ugglor inom ordningen ugglefåglar. Fågeln beskrevs 1986 utifrån subfossila lämningar funna på Korsika och Sardinien. Vissa betraktar den som synonym med brun fiskuv (Ketupa zeylonensis).